# Heinrich Ludwig Hennig
Heinrich Ludwig Hennig (* 1760 in Unterblauenthal; † 25. Dezember 1821 in Frankenhausen) war ein deutscher Unternehmer und Rittergutsbesitzer. Er war Besitzer der beiden Hammerwerke Carlsfeld und Unterblauenthal im sächsischen Erzgebirge. 1805 erwarb er das Rittergut Frankenhausen.

## Leben
Hennig erwarb 1791 von seinem Vetter Johann Friedrich Hennig dessen Hammerwerk Carlsfeld. Er wurde dadurch Erb-, Lehn- und Gerichtsherr auf Carlsfeld und Unterblauenthal. Am 25. November 1803 verkaufte er an Conrad Ludwig Jähring von Waldungen aus Greiz und an den Hammerwerksbesitzer Johann Gottlieb Schubert aus Schleiz sein Hammerwerk Carlsfeld und die Weitersglashütte. 1805 erwarb er das Rittergut Frankenhausen bei Crimmitschau.